# Великий концерт
«Великий концерт» (рос. «Большой концерт») — радянський кольоровий фільм-концерт 1951 року, знятий режисером Вірою Строєвою на кіностудії «Мосфільм».

## Сюжет
У Москву на спектакль Великого театру приїжджають колгоспники. Після вистави вдячні глядачі запрошують артистів театру на святкування двадцятирічного ювілею колгоспу «Перемога». На святі почесних гостей захоплює спів молодих колгоспників Званцевої і Уфімцева. Восени вони поступають в Московську консерваторію…

## У ролях
- Валерія Барсова — господиня вітальні в Великому театрі
- Ксенія Держинська — професор консерваторії
- Іван Козловський — Володимир / Лєнський, «Князь Ігор», «Євгеній Онєгін»
- Ольга Лепешинська — Ольга Олександрівна, гостя в підшефному колгоспі
- Максим Михайлов — Кончак — хан половецький, «Князь Ігор»
- Олександр Пирогов —  «Князь Ігор»
- Марк Рейзен — Іван Сусанін
- Галина Уланова — Джульєтта
- Михайло Габович — Ромео
- Віра Давидова — співає «Трудову пісню»
- Олексій Єрмолаєв — Тибальде
- Марія Максакова — співає пісню «Чорнобровий, Черноокий»
- Асаф Мессерер — епізод
- Сергій Мігай — член приймальної комісії консерваторії
- Микола Озеров — член приймальної комісії консерваторії
- Марина Семенова — Одетта
- Сергій Корень — Меркуціо
- Юрій Кондратов — Зігфрід
- Василь Макаров — Костянтин Тимофійович, голова делегації колгоспників у Великому театрі
- Майя Плісецька — Одетта
- Володимир Преображенський — Зігфрід
- Олександр Плотников — Корній Іванович, мічурінець колгоспу «Перемога»
- Олександр Радунський — хореограф
- Євгенія Смоленська — Ярославна
- Георгій Фарманянц — епізод
- Олена Чікваїдзе — епізод
- Лариса Авдєєва — епізод
- Олександр Дегтяр — голова колгоспу
- Марія Звєздіна — Наташа Званцева
- Євгенія Іллющенко — аккордеоністка Женя
- Олександр Лапаурі — Паріс
- Олександр Огнівцев — Уфімцев
- Тихон Черняков — епізод
- Олександр Мелік-Пашаєв — диригент
- Ростислав Захаров — хореограф, що коментує студентам сцени на репетиції
- Леонід Лавровський — хореограф на репетиції
- Юрій Файєр — Юрій Федорович, диригент на репетиції
- Василь Небольсін — диригент
- Костянтин Массалітінов — художній керівник Воронезького державного народного хору
- Ігор Бєльський — епізод
- Микола Голованов — диригент
- Марія Мордасова — епізодЧастівки «Веселіше грай гармошка»
- Микола Тимофєєв — Андрій Петрович Снегірьов
- Іван Руденко — баяніст
- Семен Калиновський — скрипаль
- Людмила Шагалова — колгоспниця Катя
- Віра Васильєва — колгоспниця Ліза
- Михайло Георгієвський — іспанський танець

## Знімальна група
- Режисер — Віра Строєва
- Сценарист — Яків Максименко
- Оператор — Володимир Ніколаєв
- Композитор — Микола Крюков
- Художники — Євген Серганов, Петро Кисельов, Йосип Шпінель